# 홀로코스트 열차

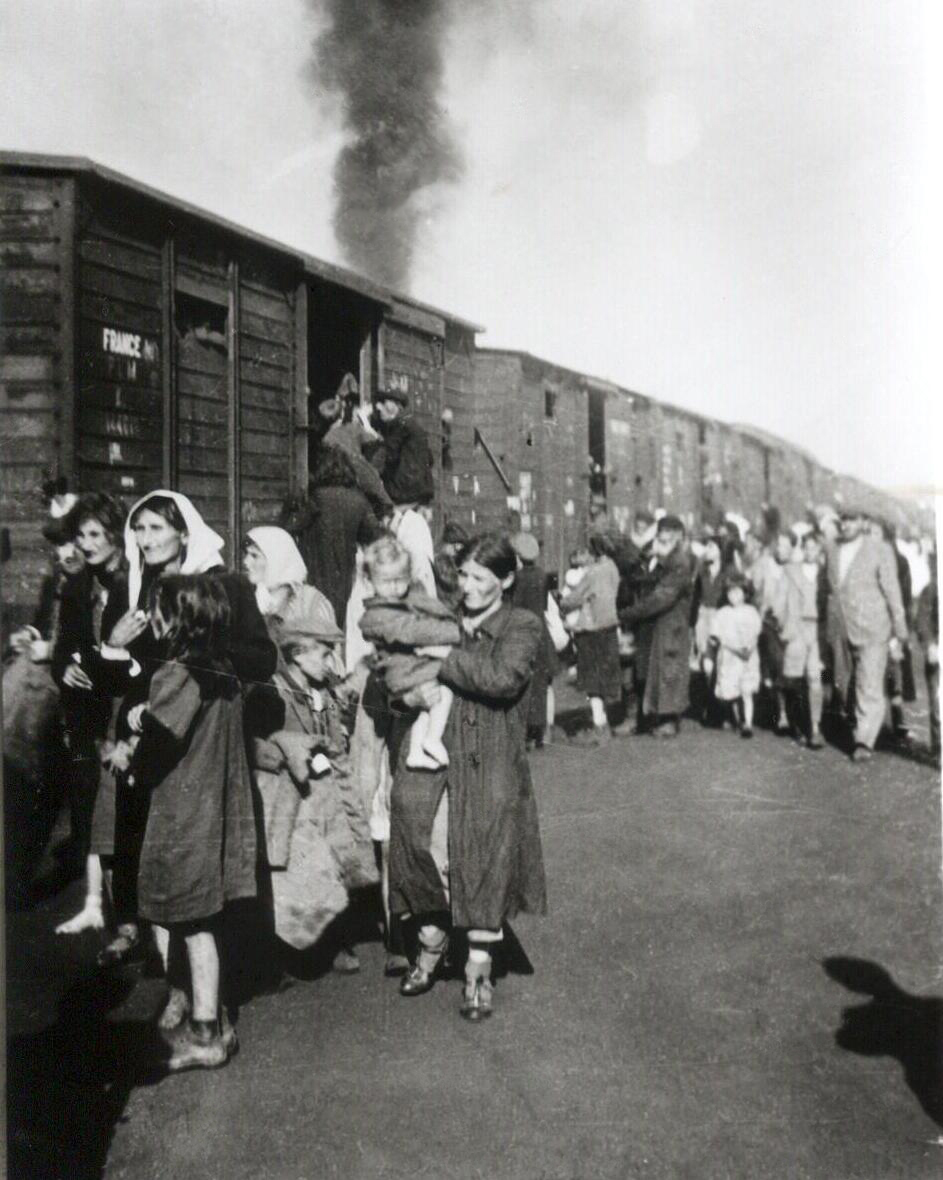
1942년 바르샤바 게토의 움슐라그플라츠에서 열차에 실리는 폴란드 유대인들. 이 장소는 오늘날 폴란드 국립 기념물로 보존되어 있다.

홀로코스트 열차는 나치 독일과 그 동맹국 의 통제 하에 있는 도이체 라이히스반과 기타 유럽 철도가 운행한 철도 운송 수단으로, 유대인과 홀로코스트 희생자들을 나치 강제 수용소, 절멸 수용소로 강제 이송하는 것을 목적으로 했다.